# Jack Nowell
Jack Thomas Nowell (nacido en Truro el 11 de abril de 1993) es un jugador de rugby británico, que juega de Wing para la selección de rugby de Inglaterra y, para el Stade Rochelais en el Top 14. 
Nowell representó a Inglaterra en los niveles sub-18 y sub-20. Anotó en la victoria final sobre Gales en el Campeonato Mundial de Rugby Juvenil. El 1 de agosto de 2013 fue seleccionado para el equipo de los England Saxons.
Su debut con la selección de Inglaterra se produjo en un partido contra Francia en el Stade de France el 1 de febrero de 2014, que fue una derrota inglesa 26–24; y logró su primer ensayo en la victoria 52–11 sobre Italia.
Seleccionado para la Copa del Mundo de Rugby de 2015, Nowell anotó tres ensayos (una tripleta) en la victoria 60-3 sobre Uruguay, que cerraba la participación de Inglaterra en la Copa del Mundo.
En 2020 se proclama campeón de la Champions Cup 2019-20 con Exeter Chiefs ante Racing 92 por el resultado final de 31-27 ,en un partido que se disputó a puerta cerrada en el estadio de Ashton Gate de Bristol, debido a la pandemia sanitaria del Covid-19.

## Palmarés y distinciones notables
- Campeón Aviva Premiership 2016-2017 (Chiefs)[7][8]
- Seleccionado por los British and Irish Lions para la gira de 2017 en Nueva Zelanda[9]
- Campeón de la Champions Cup 2019-20[10]